# یارنل (ویسکانسین)
یارنل (به انگلیسی: Yarnell) یک منطقهٔ مسکونی در ایالات متحده آمریکا است که در شهرستان سایر، ویسکانسین واقع شده‌است. یارنل ۴۴۰٫۱۴ متر بالاتر از سطح دریا واقع شده‌است.